# Gammaropsis barnardi
Gammaropsis barnardi is een vlokreeftensoort uit de familie van de Photidae. De wetenschappelijke naam van de soort is voor het eerst geldig gepubliceerd in 1975 door Kudrjashov & Vassilenko.